# Бирзулешть
Бирзулешть, Бирзулешті (рум. Bârzulești) — село у повіті Бакеу в Румунії. Входить до складу комуни Сендулень.
Село розташоване на відстані 234 км на північ від Бухареста, 14 км на південний захід від Бакеу, 96 км на південний захід від Ясс, 129 км на північний схід від Брашова.

## Населення
За даними перепису населення 2002 року у селі проживали 252 особи, усі — румуни. Усі жителі села рідною мовою назвали румунську.